# Волынский, Иван Михайлович
Иван Михайлович Волынский (1687 — 1763) — военный и государственный деятель, видный деятель «Бироновщины», бригадир, генерал-майор, Нижегородский вице-губернатор.
Отец, Михаил Михайлович Волынский, в иноках — Матвей, был стольником при Петре Великом и Прасковьи Никитичны урождённая Анисимова.

## Биография
Родился в 1687 году. В 1722 году подполковник. Из подполковников 24 февраля 1728 года пожалован в бригадиры.
23 февраля 1730 года подписывает прошение от всего мелкопоместного дворянства Анне Иоанновне разорвать кондиции.  Мелкие и средние дворяне получают быстрый рост по карьерной лестнице. В их числе был и Иван Михайлович. В апреле 1730 года назначен Нижегородским вице-губернатором, должность которую он совмещал с губернаторством. Карьерному росту способствовал дальний родственник, дядя Артемий Волынский, который был казанским губернатором и умел фактическое влияние на Нижегородскую губернию.
11 июня 1730 года, Волынский писал ему в Казань о новом месте работе, что купцы хотели дать ему взятку сахарными головами, и что к такому он ещё не привык. Также писал, что он «ежели поживу доле безпечно, и полюбится мне здесь жить, хотя и невольно послан, то стану привыкать к белым и красным, только нескоро».
Ивану Михайловичу и архиепископу Питириму, пришлось руководить ссылкой и прибыванием недавно попавших в опалу Долгоруковых, а именно по личному распоряжению императрицы, на поселение в монастырь Нижегородской губернии, сослали Александру Григорьевну Долгорукову-Салтыкову. По распоряжению он выдавал кормовые деньги узнице - 50 копеек в день, некуда не отпускали, кроме церкви и вскоре её насильно подстригли в монахини. В 1732 году отремонтировал и привёл в должный вид Архангельский собор, построенный в 1631 году.
В марте 1732 года, Волынскому вручают указ о взимание недоимок за прошлый год, но он его не выполняет. 12 октября из Петербурга приходит депеша о том, что если Волынский не выполнит данное ему указание, с него начнут брать штрафы. В 1734 году, Центральную Россию поразила засуха и голод. Правительству пришлось выделять дополнительный деньги, чтобы беднейшие сословия не умирали от голода. В Нижний Новгород было направленно 5 тысяч рублей, которые было предписано раздавать бедным хлеб совершенно бесплатно, под долговую расписку.
Изначально губернатор вовремя собирал подати, отправлял в Петербург рекрутов, поставлял Адмиралтейству корабельный лес, но в 1735 году случился крупный пожар. 16 декабря 1736 года, Правительствующий сенат постановил, чтобы Волынский оправлял партии диких зверей: лосей, зубров и оленей.
Анна Иоанновна, вскоре начала религиозную политику, по которой иноземцев нужно было привлекать в христианство. Волынскому пришлось тоже это делать, совместно с архиепископом. В конце 30-х годов, сельское хозяйство Нижегородской губернии было полностью в запустение. Чтобы не платить штрафов за недоимки, ему пришлось силой выбивать долги, из-за этого участились побеги крестьян. Наряду с этим, иноверцы предложили императрице креститься в православие, только если с них спишут все долги, с чем она и согласилась. Волынскому и Питириму пришлось строить церкви и отлить из казённой меди три колокола. Новые христиане, состоящее из чуваш, татар и т.д., не понимали русского языка. Для этого губернатор и архиепископ по приказу Анны Иоанновны, начали строить церковно-приходские школы и начать набор в семинарию.
В 1739 году, по указы императрицы, зимой должна была состояться свадьба придворного шута Голицына и калмычки Бужениновой. Для этого требовалась свита из таких же иноземцев, как и калмычка. Волынский отправил от каждой народности по три пары в Петербург.
В марте 1740 года он был уволен. Началось разбирательство по делу дальнего родственника — Артемия Волынского. В августе 1740 года начато следствие о беспорядках и противозаконных поступках Ивана Михайловича.  Следствие Тайной канцелярии привлекало всех к делу. Вскоре на Ивана Михайловича поступил донос от двух чиновников: прокурора губернии Семёна Полочанинова и асессора Степана Меженинова. В доносе говорилось, о сговоре губернатора с Артемием Волынским и злоупотреблениях властью. На его место назначили Гагарина. Следствие началось и быстро закончилось. Анна Иоанновна скончалась в октябре, а через несколько дней пал главный враг Волынского Артемия — Бирон.
С воцарением Елизаветы Петровны, 18 декабря 1753 года Иван Михайлович из бригадиров пожалован в генерал-майоры и уволен в отставку. 

## Семья
Жена: княжна Анна Семёновна урождённая Волконская (10 июля 1693 — 4 июля 1763) — дочь князя Семёна Давыдовича Волконского, погребена в Ивановском монастыре.
Дети:
- Волынский Николай Иванович — состоял при генерал-фельдмаршале фон Лесси фурьером (1740), поручик Ингерманского драгунского полка (1749), капитан (1750), коллежский асессор (1756).
- Волынский Егор Иванович — солдат Преображенского полка (1742), прапорщик (1756), поручик (1764).
- Волынский Василий Иванович — поручик.
- Волынский Михаил Иванович — прапорщик Преображенского полка (1758), уволен по болезни поручиком (1761).
- Анна Ивановна — помещица Московского уезда.